# جورج فرنسيس
جورج فرنسيس (بالإنجليزية: George Francis)‏ (4 فبراير 1934 في المملكة المتحدة - 22 أكتوبر 2014 بسلاو في المملكة المتحدة) هو لاعب كرة قدم بريطاني في مركز الهجوم. لعب مع ستيفيناغ بوروه وكوينز بارك رينجرز ونادي برينتفورد ونادي غيلينغهام ونادي هيلينغدون بورو وهاستينغز يونايتد ‏.

## وصلات خارجية
- جورج فرنسيس على موقع قاعدة بيانات كرة القدم.إي يو (الإنجليزية)